# Armadillidium arcadicum
Armadillidium arcadicum är en kräftdjursart som beskrevs av Karl Wilhelm Verhoeff 1902. Armadillidium arcadicum ingår i släktet Armadillidium och familjen klotgråsuggor. Inga underarter finns listade i Catalogue of Life.